# Humphrey Lyttelton
Humphrey Lyttelton est un trompettiste, parfois clarinettiste, de jazz britannique né le 23 mai 1921 à Eton (Buckinghamshire) et mort le 25 avril 2008 à Londres.

## Biographie
Humphrey Lyttelton a commencé sa carrière professionnelle en 1947 avec les « George Webb's Dixielanders ». Il a depuis dirigé des formations spécialisées dans le dixieland et, parfois, le jazz mainstream. Il a enregistré avec des musiciens comme Sidney Bechet, Buck Clayton, Buddy Tate, Jimmy Rushing, Big Joe Turner,…
Doté d'un solide sens de l'humour, il a enregistré des reprises « dixieland » de thèmes issus du bebop ou même du rock (par exemple, « Life in a Glass House » du groupe Radiohead en 2001).
Humphrey Lyttelton mène aussi une carrière d'animateur radio pour la BBC et a écrit plusieurs ouvrages sur le jazz. De 1949 à 1956, il a aussi été dessinateur pour le Daily Mail.